# GAZ-A
O GAZ-A era um carro compacto que foi produzido em massa pela montadora GAZ de 1932 a 1936. Foi o primeiro carro de passageiros a ser produzido na União Soviética e é praticamente uma cópia  do Ford Model A de 1927. Os russos o apelidaram de "Gazik".

## História
A Ford Motor Company já mantinha negócios com a União Soviética desde o ano de 1909. A Ford era um fornecedor importante de automóveis de passageiros e veículos comerciais, como tratores e caminhões, especialmente nas décadas de 1910 e 1920. Dezenas de milhares foram exportados para a União Soviética porque a sua indústria de veículos era subdesenvolvida. O primeiro plano quinquenal de 1928, contribuiu grandemente para o desenvolvimento da indústria soviética, também previa a construção de uma produção automobilística nacional. Em 1929, foi assinado um contrato oficial com a Ford, que previa que a URSS, todos os anos, comprasse kits  de peças em grandes quantidades para os modelos Ford na recém-construída Nizhny Novgorod Automobile Plant,de 1933 também conhecida como GAZ Automobile Plant passou a montar os veículosjunto com a fábrica KIM de Moscou.
Já no início de 1931, o governo soviético declarou que as quantidades projetadas eram grandes demais. A Grande Depressão atingiu tanto a Ford quanto a União Soviética.
No final de 1932, a fábrica em Nizhny Novgorod foi levada a um patamar onde era capaz de produzir automóveis. Os primeiros carros deixaram os corredores em 8 de dezembro de 1932.
Em 1935, 100.000 veículos foram construídos na nova fábrica, principalmente caminhões. No mesmo ano, o contrato entre a Ford e a União Soviética foi dissolvido por acordo mútuo. Em 1936, a produção terminou após 41.917 unidades do GAZ-A serem construídas.